# 鐵拳英雄
《鐵拳英雄》，前名《唐人街》（英語：The Righteous Fists，前名：Chinatown），是香港電視廣播有限公司拍攝製作的懷舊動作懸疑武打電視劇，以電影級器材拍攝，由陳展鵬及唐詩詠領銜主演，並由陳山聰、姚子羚、伍允龍、元秋、王君馨、劉穎鏇、歐瑞偉、張國強、王子涵、韓馬利、梁舜燕、陳國峰、梁琤、雪妮、楊證樺、李嘉、吳家樂、敖嘉年、林偉及鄭世豪聯合演出。
此劇為2019無綫節目巡禮十四部劇集之一。及2020無綫節目巡禮十二部劇集之一；亦為2020年及2021年香港國際影視展推介劇集之一。及後成為無綫電視2022年賀歲劇之一。台灣OTT平台LiTV 線上影視全套上架。中國大陸由優酷播出。本劇由馬百良藥廠200周年呈獻。

## 故事大綱
1935年，步青雲一家來到罪惡橫行的曼谷唐人街，父親步天下（陳展鵬分飾）聯同連震山（陳山聰分飾）與路向東（吳家樂飾）反抗，壯烈犧牲。步青雲弟妹亦意外失蹤，母親丁細鳳（元秋飾）不堪刺激，變得半瘋半痴。25年後（1960年），步青雲（陳展鵬飾）和母親細鳳再次踏足唐人街，尋找失散弟妹，並認識以行騙謀生的錢芊芊（唐詩詠飾）。震山兒子連棘（陳山聰飾）卻成為貪污警察，勾結彭堅（張國強飾）及金龍（歐瑞偉飾）為首的兩大黑幫。彭堅獨子偕未婚妻程安娜（王君馨飾）回到曼谷，他卻遇刺身亡，令兩幫爆發衝突。青雲成立曼谷華僑社，與夥伴們扶善懲惡。惟華僑社面對重重波折，幾乎潰散。在揭開25年前步天下、連震山死因真相的過程中，還發現幕後黑手的陰謀。眾人要覓得太平，還有漫長的路……

## 演員表

### 步家
- 于第30集灭门（丁细凤及步青心除外）

| 演員            | 角色                    | 備註 |
| 陳展鵬 （分飾） | 步天下 使用八極拳       | 步师傅 潮州人 丁细鳳之亡夫 步青雲（丁三拼）、步青原（畢易）、步青心之亡父 連震山、路向東之好友 25年前與連震山及路向東向王泉挑戰，卻因被路向東以針刺頸部穴位而產生幻覺，使其誤認連震山為王泉，並與連震山自相殘殺後身亡 |
| 周麗欣（青年）  | 丁細鳳 使用八極拳       | 丁師傅、細鳳姐 步天下之妻 步青雲（丁三拼）、步青原（畢易）、步青心之母 因失去丈夫步天下，並與二子步青原、幼女步青心失散，而受刺激過度，導致神志時好時壞 25年來於長子步青雲的照顧下，離開唐仁街前往清邁生活，後返回唐仁街尋找失散子女 於第8集得知步青原（畢易）的真正身份，後於第9集相認 於第20集錯認路見雪（程安娜）為其幼女步青心（於第28集有所察覺，但仍視其爲自己女兒） 於第30集終與真正的步青心相認 參見曼谷華僑社 |
| 元 秋           | 丁細鳳 使用八極拳       | 丁師傅、細鳳姐 步天下之妻 步青雲（丁三拼）、步青原（畢易）、步青心之母 因失去丈夫步天下，並與二子步青原、幼女步青心失散，而受刺激過度，導致神志時好時壞 25年來於長子步青雲的照顧下，離開唐仁街前往清邁生活，後返回唐仁街尋找失散子女 於第8集得知步青原（畢易）的真正身份，後於第9集相認 於第20集錯認路見雪（程安娜）為其幼女步青心（於第28集有所察覺，但仍視其爲自己女兒） 於第30集終與真正的步青心相認 參見曼谷華僑社 |
| 張傲程（童年）  | 步青雲 使用八極拳       | 化名丁三拼 曼谷華僑社創辦人 步天下、丁細鳳之長子 步青原（畢易）、步青心之兄，後失散 連棘之天敵，後和好 錢芊芊之童年好友，並暗戀對方，最後為其未婚夫 於第1集中，幼時的青雲因父親步天下突然無故襲擊连震山，被街坊认为是收受利益倒戈，并受街坊冷目，与母亲丁细鳳一齐离开唐仁街前往清迈生活 25年来一直照顾受刺激过度的母亲，后返回唐仁街寻找失散弟妹 於第4集與連棘和夜來吉救回方小柔 於第9集與步青原相認 於第17集尋回離家出走的錢芊芊，並成爲其男友 於第20集錯認路見雪（程安娜）為其三妹步青心 於第23集與連棘、夜來吉、路見雪和金福妹打敗彭堅 于第27、28集从钱芊芊得知路见雪（程安娜）假扮其二妹（但之后仍视为自己妹妹），且因使用路向东指点的错误功夫而导致急性心肺衰竭 於第30集使用猛虎硬爬山擊中路向東的弱點，後使用閻王三點手和立地通天炮打死路向東。同集因心脏衰竭，最后在钱芊芊怀抱中离世 參見曼谷華僑社 |
| 陳展鵬          | 步青雲 使用八極拳       | 化名丁三拼 曼谷華僑社創辦人 步天下、丁細鳳之長子 步青原（畢易）、步青心之兄，後失散 連棘之天敵，後和好 錢芊芊之童年好友，並暗戀對方，最後為其未婚夫 於第1集中，幼時的青雲因父親步天下突然無故襲擊连震山，被街坊认为是收受利益倒戈，并受街坊冷目，与母亲丁细鳳一齐离开唐仁街前往清迈生活 25年来一直照顾受刺激过度的母亲，后返回唐仁街寻找失散弟妹 於第4集與連棘和夜來吉救回方小柔 於第9集與步青原相認 於第17集尋回離家出走的錢芊芊，並成爲其男友 於第20集錯認路見雪（程安娜）為其三妹步青心 於第23集與連棘、夜來吉、路見雪和金福妹打敗彭堅 于第27、28集从钱芊芊得知路见雪（程安娜）假扮其二妹（但之后仍视为自己妹妹），且因使用路向东指点的错误功夫而导致急性心肺衰竭 於第30集使用猛虎硬爬山擊中路向東的弱點，後使用閻王三點手和立地通天炮打死路向東。同集因心脏衰竭，最后在钱芊芊怀抱中离世 參見曼谷華僑社 |
| 方哲翷（童年）  | 步青原 使用了一點八極拳 | 豆仔、青原 化名畢易 前期負責收集情報，後期負責佔人便宜 步天下、丁細鳳之次子，於第9集與丁細鳳相認 步青雲（丁三拼）之失散二弟，於第9集相認 步青心之失散二兄 於第1集中因大火無法被母親丁細鳳、長兄步青云相救而與步家失散 墜河後被修女救回，於修道院中因貪圖免費棒棒糖被拐走成為乞丐，於乞討期間遭欺凌並被踩斷右脚，因此25年来一直埋怨丁細鳳和步青雲，後和好 於第18集被夜來春收買，假扮宋婆婆孫兒 於第20集錯認路見雪（程安娜）為其三妹步青心，同集被宋大妈识破假扮其孫兒宋慧僑 於第29集將金耀龍推至鐵釘處插死，但也在打鬥中受重伤，最终含笑无憾地于母亲丁细凤怀抱中离世，同集使出了立地通天炮，且僅會此招 參見曼谷華僑社 |
| 鄭世豪          | 步青原 使用了一點八極拳 | 豆仔、青原 化名畢易 前期負責收集情報，後期負責佔人便宜 步天下、丁細鳳之次子，於第9集與丁細鳳相認 步青雲（丁三拼）之失散二弟，於第9集相認 步青心之失散二兄 於第1集中因大火無法被母親丁細鳳、長兄步青云相救而與步家失散 墜河後被修女救回，於修道院中因貪圖免費棒棒糖被拐走成為乞丐，於乞討期間遭欺凌並被踩斷右脚，因此25年来一直埋怨丁細鳳和步青雲，後和好 於第18集被夜來春收買，假扮宋婆婆孫兒 於第20集錯認路見雪（程安娜）為其三妹步青心，同集被宋大妈识破假扮其孫兒宋慧僑 於第29集將金耀龍推至鐵釘處插死，但也在打鬥中受重伤，最终含笑无憾地于母亲丁细凤怀抱中离世，同集使出了立地通天炮，且僅會此招 參見曼谷華僑社 |
| 劉佩玥          | 步青心 使用八極拳       | 豆妹、青心 步天下、丁細鳳之幼女 步青雲（丁三拼）、步青原（畢易）之失散幼妹 真正的步青心本人，於第20-29集被程安娜（霜霜）所冒充 於第1集中因大火無法被母親丁細鳳、長兄步青云相救而與步家失散 墜河后被衝上岸邊並幸存，25年来四處打聽家人下落，且承傳步家遺志，練習八極拳、鋤强扶弱 於第30集在華僑社與丁細鳳相認 |

### 連家 / 方家
- 於第25集滅門（連棘除外）

| 演員            | 角色                                     | 備註 |
| 陳山聰 （分飾） | 連震山 使用詠春拳                        | 連師傅 佛山人 詠春拳一代宗師 方美茹之夫 連棘之亡父 方至剛之亡姐夫 方小柔之亡姑丈 步天下、路向東之好友 25年前與步天下及路向東向王泉挑戰，卻因步天下被路向東以針刺頸部穴位而產生幻覺，誤認連震山為王泉而被襲，與步天下自相殘殺後身亡 |
| 吴珮如          | 方美茹                                   | 連震山之亡妻 連棘之亡母 方至剛之亡姐 鍾美琴之亡姑奶 方小柔之亡姑媽 已離世，僅出現於第1集 方至剛家中設有其靈位（與連震山的靈位并列） |
| 陳山聰          | 連 棘 使用泰拳 (1-14集) 詠春拳 (14-30集) | Tony、阿棘 警長 連震山、方美茹之子 方至剛、鍾美琴之外甥 方小柔之表哥 步青雲之童年好友 表面上加入警隊，與鄭沙馬等人狼狽為奸，並與步青雲、方至剛等人作對（后和好） 實際是為了暗中調查當年步天下、連震山的死因真相，尋機向金彭兩家報仇，並改革警隊，守護唐仁街 精擅詠春，為降低眾人戒心，勤練泰拳為掩飾 於第4集與步青雲和夜來吉救回方小柔 於第23集與步青雲、夜來吉、路見雪和金福妹打敗彭堅 與金福妹有感情線 於第30集向金福妹求婚成功， 同集結婚成為夫妻 鄭沙馬之下屬，被其針對，後反目 參見泰國唐仁街警察局、曼谷華僑社 |
| 莫家淦 （青年） | 方至剛 使用詠春拳                        | 剛叔、花生佬 唐人街花生糖檔老闆 鍾美琴之夫 方小柔之父 方美茹之弟 連震山之舅仔 連棘之舅父，曾與其不和，得知真相後和好 性格衝動，脾氣暴躁，心直口快，刀子嘴豆腐心 25年來堅信步天下之清白 於第2集登場 於第15集為了保護連棘而犧牲自己被金龍殺死 參見曼谷華僑社 |
| 楊證樺          | 方至剛 使用詠春拳                        | 剛叔、花生佬 唐人街花生糖檔老闆 鍾美琴之夫 方小柔之父 方美茹之弟 連震山之舅仔 連棘之舅父，曾與其不和，得知真相後和好 性格衝動，脾氣暴躁，心直口快，刀子嘴豆腐心 25年來堅信步天下之清白 於第2集登場 於第15集為了保護連棘而犧牲自己被金龍殺死 參見曼谷華僑社 |
| 黃穎君 （青年） | 鍾美琴                                   | 剛嫂 唐人街花生糖檔老闆娘 方至剛之妻 方小柔之母 方美茹之弟婦 連震山之舅弟婦 連棘之舅母 於第2集登場 於第9集因誤食含過量白粉的椰汁糕而中毒身亡 參見曼谷華僑社 |
| 姚瑩瑩          | 鍾美琴                                   | 剛嫂 唐人街花生糖檔老闆娘 方至剛之妻 方小柔之母 方美茹之弟婦 連震山之舅弟婦 連棘之舅母 於第2集登場 於第9集因誤食含過量白粉的椰汁糕而中毒身亡 參見曼谷華僑社 |
| 劉穎鏇          | 方小柔                                   | 小柔、花生妹 方至剛、鍾美琴之女 錢芊芊、夜來吉之好友 連棘之表妹，曾誤會連棘，后和好 為人善良 於第2集登場 於第25集因錢芊芊被路向東以針刺頸催眠並失控而被打死 參見曼谷華僑社 |

### 路家
- 於第30集滅門（錢芊芊除外）

| 演員            | 角色                                                                          | 備註 |
| 翟威廉 （青年） | 路向東 主武術為 八卦掌 其餘武術为 八极拳 咏春拳 龙形拳 铁砂掌 洪拳 十二路潭腿 | 路師傅、東叔、老闆 順德人 於第1集登場 路見雪（程安娜、霜霜）之父 錢芊芊之養父 為保護親女兒路見雪（霜霜），於第1、18-27集對外調換路見雪、錢芊芊兩人的身份 表面上為三輪車車伕，實為殺手集團主腦 心狠手辣，甚至不惜對自己的親女兒路見雪（霜霜）下手 於25年前被仇家追殺，打算藏匿泰國，因此對步天下帶其出頭對付王泉感到不滿，與金龍和彭堅合作，在與王泉的打鬥中剷除王泉的同時，向步天下頸部施針導致其神志不清，讓其與連震山互鬥而亡 向金龍和彭堅索取報酬，企圖作為路費逃離泰國時，被兩人聯手擊中弱點而被打敗並墮海失蹤，相隔25年之後再次回到唐仁街報仇，並有意掌控唐仁街 詐稱25年前受重傷武功被廢，事實上25年來一直秘密練功，力量比25年前提升了很多，并學會多種門派武功招式，但後頸有罩門 於第16集正式登場 於第18集與錢芊芊相認 挑動趙红花殺死彭堅 以針刺頸部穴位而催眠並控制錢芊芊，在華僑社殺人事件中讓錢芊芊以為自己是真兇，並挑動連棘與步青雲反目互鬥，以掌控華僑社 真正的神秘黑衣人 表面指點步青雲功夫，讓步青雲提升功力，但實際讓步青雲錯用氣門，日久修練導致心肺衰竭 于第22集打傷了趙红月 於第23集利用炸藥炸毁樂滿都，同集露出真面目打死彭堅 於第24集控制錢芊芊殺害鄭成勛、周貴祥 於第25集控制錢芊芊打死方小柔 於第26集用八卦掌打金福妹胸口打至其翻白眼和重傷 於第27集被林多采發現秘密，後把林多采拘禁 於第29集以猛虎硬爬山打死路見雪（霜霜） 於第30集把連棘、金福妹、錢芊芊、夜来吉打至重伤，後四人康復。最后被步青云以猛虎硬爬山击中罩門，再被其用阎王三点手和立地通天炮打死 参见曼谷華僑社、殺手集團 |
| 吳家樂          | 路向東 主武術為 八卦掌 其餘武術为 八极拳 咏春拳 龙形拳 铁砂掌 洪拳 十二路潭腿 | 路師傅、東叔、老闆 順德人 於第1集登場 路見雪（程安娜、霜霜）之父 錢芊芊之養父 為保護親女兒路見雪（霜霜），於第1、18-27集對外調換路見雪、錢芊芊兩人的身份 表面上為三輪車車伕，實為殺手集團主腦 心狠手辣，甚至不惜對自己的親女兒路見雪（霜霜）下手 於25年前被仇家追殺，打算藏匿泰國，因此對步天下帶其出頭對付王泉感到不滿，與金龍和彭堅合作，在與王泉的打鬥中剷除王泉的同時，向步天下頸部施針導致其神志不清，讓其與連震山互鬥而亡 向金龍和彭堅索取報酬，企圖作為路費逃離泰國時，被兩人聯手擊中弱點而被打敗並墮海失蹤，相隔25年之後再次回到唐仁街報仇，並有意掌控唐仁街 詐稱25年前受重傷武功被廢，事實上25年來一直秘密練功，力量比25年前提升了很多，并學會多種門派武功招式，但後頸有罩門 於第16集正式登場 於第18集與錢芊芊相認 挑動趙红花殺死彭堅 以針刺頸部穴位而催眠並控制錢芊芊，在華僑社殺人事件中讓錢芊芊以為自己是真兇，並挑動連棘與步青雲反目互鬥，以掌控華僑社 真正的神秘黑衣人 表面指點步青雲功夫，讓步青雲提升功力，但實際讓步青雲錯用氣門，日久修練導致心肺衰竭 于第22集打傷了趙红月 於第23集利用炸藥炸毁樂滿都，同集露出真面目打死彭堅 於第24集控制錢芊芊殺害鄭成勛、周貴祥 於第25集控制錢芊芊打死方小柔 於第26集用八卦掌打金福妹胸口打至其翻白眼和重傷 於第27集被林多采發現秘密，後把林多采拘禁 於第29集以猛虎硬爬山打死路見雪（霜霜） 於第30集把連棘、金福妹、錢芊芊、夜来吉打至重伤，後四人康復。最后被步青云以猛虎硬爬山击中罩門，再被其用阎王三点手和立地通天炮打死 参见曼谷華僑社、殺手集團 |
| 王君馨          | 路見雪 使用十二路潭腿                                                         | 安娜、霜霜 青心（假扮時期） 青心姐姐（假扮时方小柔專稱） 路向東之親生女兒 錢芊芊之童年好友兼姐妹 兒時為了避免被仇家尋仇而假扮成路家丫鬟，因此化名霜霜。因而一度对芊芊不满，於第26集打算殺害其而被路向東阻止，后與芊芊和好 與芊芊失散后，接替其成為路向東的殺人工具，加上母親早逝，甚少得到家庭關愛 於第7-19集為了接近彭家而化名程安娜，被路向東安排去美國與彭敬祖訂婚並接近彭家，后跟隨敬祖返回唐仁街，計劃剷除金家及彭家 於第20-29集為了接近步家而假扮步青心，得到步家家人般的照顧，最後被步家人感化，視步家人為自己家人，棄暗投明 單戀步青雲，一度視芊芊爲情敵，后和好 於第7集正式登場，於貨倉對戰中打倒金順龍和金昌龍 於第11集暗中殺害彭敬祖，並假借為彭敬祖報仇之名殺害金燦龍，挑起金彭兩家仇恨 於第16集打死金順龍 於第18集打死井文強 於第19、20集被趙紅花揭發是彭家內鬼 於第20集假扮步青心並跟丁細鳳、步青雲及步青原相認（實為路向東安排其為内應，以剷除華僑社） 懂得丁細鳳所摺紙飛機的秘技 於第21集被赤靈王（趙紅月）謠傳是帶來疫症的“不祥人”，險被赤靈王殺害，於第22集被步青云救回 於第23集趕往樂滿都俱樂部，與步青雲、夜來吉、連棘及金福妹五人聯手擊敗彭拜和彭堅（表面上假扮步青心為步天下報仇，實為幫助路向東報仇） 於第27、28集相繼被錢芊芊、步青雲知道假扮步青心以及其真實身份，同集與路向東反目 於第28集夜晚離開之際，被丁細鳳察覺其假扮步青心，但將其挽留並認爲契母女，同集以青心身份與步家人合影（步青原至离世时亦不知其为假扮） 於第29集想偷襲和打死路向東，但被路向東發現並被打傷，同集為保護步青雲，嘗試用針刺路向東頸部罩門，但被路向東發現，而被路向東以猛虎硬爬山打死，其真正身份及身世亦得以公開。 參見曼谷華僑社、殺手集團 |
| 陳樂瑤 （童年） | 錢芊芊 使用八卦掌                                                             | 芊芊 路向東之養女 為了避免其親女兒被仇家尋仇，於第1、18-27集頂替路見雪（阿雪） 路見雪（霜霜）之童年好友兼姐妹 方小柔之好友 步青雲之童年好友，并暗戀對方，最後為其未婚妻 連棘之童年好友 夜來吉之暗戀對象 儿时被路向东培训为杀人工具，于第1集火災中被儿时的步青云等相救并与路向东、路见雪失散 与夜来春等人一同成为老千，25年来逐渐遺忘儿时记忆，后与步青云调查身世时寻回 于第2集正式登场 于第8集激活八卦掌，并打死炮仗，但其后失忆 于第17集离家出走同集被步青云找回，并成为其女友 于第18集被路向东找回并相认，并被声称为其亲女儿路见雪 于第24、25集因被路向东以针刺颈部穴位催眠后失控，而相继打死郑成勋、周贵祥和方小柔（因而穴位被刺激过度，于第28集后遗症一度發作并短暂失控，即使没有被针刺） 于第27集得知路向东真正身份，以及路见雪（霜霜）假扮步青心，但仍以为自己是向东亲女儿，见雪为丫鬟（于第28集明白真相，仍视见雪为姐妹） 于第30集用针刺自己颈部穴位来逼出自身功力，打死军佬佐治（George Millen），并和步青云、连棘、金福妹及夜来吉等人联手打击路向东，却因此丧失神志并一度失控袭击步青云，後因不想再傷害無辜，打算溺於大海自我了結，最终幸存但完全失忆（除了与步青云相关的记忆），并于本剧结尾陪伴青云 參見曼谷華僑社 |
| 唐詩詠          | 錢芊芊 使用八卦掌                                                             | 芊芊 路向東之養女 為了避免其親女兒被仇家尋仇，於第1、18-27集頂替路見雪（阿雪） 路見雪（霜霜）之童年好友兼姐妹 方小柔之好友 步青雲之童年好友，并暗戀對方，最後為其未婚妻 連棘之童年好友 夜來吉之暗戀對象 儿时被路向东培训为杀人工具，于第1集火災中被儿时的步青云等相救并与路向东、路见雪失散 与夜来春等人一同成为老千，25年来逐渐遺忘儿时记忆，后与步青云调查身世时寻回 于第2集正式登场 于第8集激活八卦掌，并打死炮仗，但其后失忆 于第17集离家出走同集被步青云找回，并成为其女友 于第18集被路向东找回并相认，并被声称为其亲女儿路见雪 于第24、25集因被路向东以针刺颈部穴位催眠后失控，而相继打死郑成勋、周贵祥和方小柔（因而穴位被刺激过度，于第28集后遗症一度發作并短暂失控，即使没有被针刺） 于第27集得知路向东真正身份，以及路见雪（霜霜）假扮步青心，但仍以为自己是向东亲女儿，见雪为丫鬟（于第28集明白真相，仍视见雪为姐妹） 于第30集用针刺自己颈部穴位来逼出自身功力，打死军佬佐治（George Millen），并和步青云、连棘、金福妹及夜来吉等人联手打击路向东，却因此丧失神志并一度失控袭击步青云，後因不想再傷害無辜，打算溺於大海自我了結，最终幸存但完全失忆（除了与步青云相关的记忆），并于本剧结尾陪伴青云 參見曼谷華僑社 |

### 夜家 / 宋家
| 演員   | 角色            | 備註 |
| 雪 妮  | 夜來春          | 春姐、春嫲嫲、春婆 老千、酒吧老闆 於前期和錢芊芊，夜來吉，勛及祥計劃挖地道試圖盜取金庫 夜來吉之養嫲嫲，與錢芊芊合作 為夜來吉之事而與宋婆婆針鋒相對，於第24集和好 於第2集登場 於第18集為留下夜來吉，而收買步青原冒充宋婆婆孫兒，於第20集被識破 于第29集和宋大妈、吳小京、蘇美麗一起被金耀龙绑架与同集被步青原救出 |
| 伍允龍 | 夜來吉 使用洪拳 | 阿吉、吉仔 宋婆婆之孫，原名宋慧僑 為人頭腦簡單 夜來春之養孫 單戀錢芊芊 與林多采有感情線，後成為其男友，最後為其未婚夫，得知林多采受傷後爆發了自身的實力 步青雲之好友 於第4集與步青雲和連棘救回方小柔 於第23集與步青雲、連棘、路見雪和金福妹打敗彭堅 於第30集成為洪拳師傅 參見曼谷華僑社 |
| 梁舜燕 | 宋戴艷青        | 宋婆婆、宋大媽、宋嫲嫲 老千 夜來吉之奶奶 因於多年前與其兒子大吵並反目而沒有見過其，惟後來其子去世後欲前往孤兒院領養其時已被夜來春接走 林多采、吳小京、蘇美麗之養母 為夜來吉之事而與夜來春針鋒相對，於第24集和好 於第16集登場，於同集拜託華僑社眾人為其尋找失散孫兒 於第20集與宋慧僑（夜來吉）相認於同集识破步青原冒充宋慧僑 於第22集買了步青雲等人所居住的唐樓，成為他們的房東（其名字出现于屋契当中） 于第29集和夜来春、吳小京、蘇美麗一起被金耀龙绑架与同集被步青原救出 |
| 王子涵 | 林多采          | 多多 老千 喜歡夜來吉，後為女友，最後為其未婚妻 宋婆婆之養女之一 於第16集登場 於第22集和方小柔一同被金福妹抓走當人質，於第23集獲救 於第25集成為夜來吉之女友 於第27集發現路向東秘密（经金福妹提醒），同集被路向东发现並被其拘禁和打至重傷，并於第28集离世 |
| 林秀怡 | 吳小京          | 老千 宋婆婆之養女 於第16集登場 於第29集和夜来春，宋大妈一起被金耀龙绑架，於同集被步青原救出 |
| 阮 兒  | 蘇美麗          | 老千 宋婆婆之養女 於第16集登場 於第29集和夜来春，宋大妈一起被金耀龙绑架，於同集被步青原救出 |

### 曼谷唐仁街華僑社
- 於第12集由步青雲成立，金彭兩家之死敵，路向東之眼中釘

| 演員            | 角色                                                                          | 備註 |
| 陳展鵬          | 步青雲 使用八極拳                                                             | 青雲 化名丁三拼 曼谷華僑社之創辦人 於第12集成立曼谷唐仁街華僑社 參見步家 |
| 唐詩詠          | 錢芊芊 使用八卦掌                                                             | 芊芊 於第1，18 - 27集頂替路見雪 曼谷華僑社之掌櫃 表面上是路向東之親女，實為其之養女，於兒時被路向東收養，訓練成為殺手 與路向東等失散后，25年來與夜來春等人一起生活 曾被連棘誤會為打傷金福妹之人 參見路家                                                    |
| 伍允龍          | 夜來吉 使用洪拳                                                               | 阿吉、吉仔 原名宋慧僑 曼谷華僑社之洪拳師傅 參見夜家 / 宋家 |
| 元 秋           | 丁細鳳 使用八極拳                                                             | 丁師傅、細鳳姐、三併媽(初期專稱) 曼谷華僑社之麵攤師傅 參見步家 |
| 王君馨          | 路見雪 使用十二路潭腿                                                         | 安娜、霜霜 青心（假扮时期） 青心姐姐（假扮时方小柔專稱） 化名程安娜（第7 - 20集） 假扮步青心（第20 - 29集） 曼谷華僑社成員，實為路向東之女，於兒時被路向東訓練成為殺手，並被其利用，後棄暗投明 參見路家、殺手集團                                           |
| 陳山聰          | 連 棘 使用泰拳 (1-14集) 咏春拳 (14-30集)                                      | Tony、阿棘、棘 曼谷華僑社之神秘助手 暗中幫助華僑社 初期為掩飾而假裝與步青雲、方至剛等不和 參見連家 / 方家、泰国唐仁街警察局 |
| 莫家淦 （青年） | 方至剛 使用咏春拳                                                             | 剛叔 曼谷唐仁街之花生糖檔老闆 於第15集為了保護連棘而犧牲自己被金龍殺死 參見連家 / 方家 |
| 楊證樺          | 方至剛 使用咏春拳                                                             | 剛叔 曼谷唐仁街之花生糖檔老闆 於第15集為了保護連棘而犧牲自己被金龍殺死 參見連家 / 方家 |
| 鄭世豪          | 步青原                                                                        | 青原 化名畢易 曼谷華僑社清潔工 參見步家 |
| 翟威廉 （青年） | 路向东 主武术为 八卦掌 其餘武术为 八极拳 咏春拳 龙形拳 铁砂掌 洪拳 十二路潭腿 | 路師傅、老板 企圖借華僑社掌控唐仁街 於第16集正式登場 於第29集將路見雪（化名程安娜、霜霜）殺害 於第30集把連棘、金福妹、錢芊芊、夜来吉打至重傷，後四人康復。最後卻被步青雲用猛虎硬爬山擊中罩門後，再被步青雲使出閻王三點手和立地通天炮打死 參見路家、殺手集團 |
| 吳家樂          | 路向东 主武术为 八卦掌 其餘武术为 八极拳 咏春拳 龙形拳 铁砂掌 洪拳 十二路潭腿 | 路師傅、老板 企圖借華僑社掌控唐仁街 於第16集正式登場 於第29集將路見雪（化名程安娜、霜霜）殺害 於第30集把連棘、金福妹、錢芊芊、夜来吉打至重傷，後四人康復。最後卻被步青雲用猛虎硬爬山擊中罩門後，再被步青雲使出閻王三點手和立地通天炮打死 參見路家、殺手集團 |
| 關梓陽          | 阿 飛                                                                         | 訛稱之前為彭堅之手下，實為路向東之手下 於第24集起混入華僑社 於第29集被路見雪（程安娜）杀死 參見殺手集團 |
| 劉穎鏇          | 方小柔                                                                        | 小柔、花生妹 於第2集登場 於第22集和林多采一同被金福妹捉走當人質 於第25集因錢芊芊被路向東以針刺頸催眠並失控而被失手打死 參見連家 / 方家 |
| 雪 妮           | 夜來春                                                                        | 春姐、春嫲嫲、春婆 曼谷華僑社售貨員/茶攤師傅 於第2集登場 參見夜家 / 宋家 |
| 黃穎君 （青年） | 鍾美琴                                                                        | 剛嫂 曼谷花生糖檔老闆娘 於第9集因誤食含過量白粉的椰汁糕而中毒身亡 參見連家 / 方家 |
| 姚瑩瑩          | 鍾美琴                                                                        | 剛嫂 曼谷花生糖檔老闆娘 於第9集因誤食含過量白粉的椰汁糕而中毒身亡 參見連家 / 方家 |

### 彭家
- 掌控高蘭黑幫（25年來唐仁街兩大黑幫之一）
- 於第23集滅門

| 演員            | 角色              | 備註 |
| 杜大偉 （青年） | 彭 堅 使用鐵砂掌  | 堅爺 高蘭黑幫頭目 趙紅花之夫，後反目，在其臨死前和好 彭敬祖之父 彭拜之兄，為欺騙金龍於第14集假裝與其反目兼假裝殺死其 赤靈王之姐夫並與其有私情 與金龍針鋒相對，武功與其不相伯仲 與赤靈王勾結 25年前和金龍與路向東暗中合作剷除王泉並對付步天下和連震山，但事後卻與金龍聯手擊敗路向東，使其墮海 於第2集登場 於第11集將金燦龍屍體放在裝上手榴彈的木箱送往金家，並將金昌龍炸死 於第12集假裝與赤靈王反目 於第15集假裝向赤靈王懺悔後和好 於第16集打傷金龍 於第23集被路向東以八极拳，咏春拳，龙形拳及铁砂掌打死                   |
| 張國強          | 彭 堅 使用鐵砂掌  | 堅爺 高蘭黑幫頭目 趙紅花之夫，後反目，在其臨死前和好 彭敬祖之父 彭拜之兄，為欺騙金龍於第14集假裝與其反目兼假裝殺死其 赤靈王之姐夫並與其有私情 與金龍針鋒相對，武功與其不相伯仲 與赤靈王勾結 25年前和金龍與路向東暗中合作剷除王泉並對付步天下和連震山，但事後卻與金龍聯手擊敗路向東，使其墮海 於第2集登場 於第11集將金燦龍屍體放在裝上手榴彈的木箱送往金家，並將金昌龍炸死 於第12集假裝與赤靈王反目 於第15集假裝向赤靈王懺悔後和好 於第16集打傷金龍 於第23集被路向東以八极拳，咏春拳，龙形拳及铁砂掌打死                   |
| 韓馬利          | 趙紅花            | 紅花姐 彭堅之妻，後反目，在臨死前与其和好 彭敬祖之母 彭拜之嫂，後反目 趙紅月之親姐，後反目 被路向東利用向彭堅報仇 25年前殺害王泉的幕后黑手，間接害死步天下及連震山 於第7集登場 於第13集假裝中風癱瘓 於第15集假裝向赤靈王懺悔後痊愈 於第16集露出真面目，用刀插入金龍頭部，殺死重傷的金龍 於第19集發現程安娜為彭家內鬼 於第20集發現彭堅與赤靈王有私情並反目 於第22集與金福妹合作計劃向彭堅報復，於同集殺死趙紅月（赤靈王） 於第23集被爆炸炸傷，傷重死亡。臨死前才知道被路向東陷害和彭堅和好，而臨死前並告訴彭堅神秘人的身份 |
| 梁 琤           | 趙红月 使用幻術   | 化身赤靈王 唐仁街之神棍，迷惑唐仁街百姓多年，后期被揭穿真面目 趙紅花之親妹，後反目 彭堅之姨仔並與其有私情 彭拜之姻親 彭敬祖之姨 與彭堅勾結 於第2集登場 於第12集與彭堅假裝反目 於第15集與彭堅懺悔後和好 於第16集與彭堅和彭拜把金龍打至重傷 於第20集被發現與彭堅有私情 于第22集企圖燒死程安娜，最後失敗，於同集被路向東打傷，最後被趙紅花用刀插入心臟而死 |
| 李 嘉           | 彭 拜 使用螳螂拳  | 阿拜、拜、彭拜哥 彭堅之弟 趙紅花之叔仔 趙紅月之姻親 彭敬祖之叔 為人迷信神佛和沉迷賭博 抗打能力非常強 於第2集登場 於第14集假裝與彭堅反目，表面上被其使用鐵砂掌打死，實為欺騙金龍的把戲 於第16集再度登場 於第23集於樂滿都被路向東炸死 |
| 黎振燁          | 彭敬祖 使用金剛拳 | 阿祖 彭堅、趙紅花之子 彭拜之侄 程安娜之未婚夫，實為被其利用向彭堅報仇 趙紅月之姨甥 在美國留學 於第7集登場 於第11集跟金耀龍和金燦龍打鬥時不慎從山上滾下，表面是滾下山時頭部撞到樹而死，但實際是在撞到頭部昏迷后被程安娜（路見雪）用手臂勒死 |

### 金家
- 掌控安羅黑幫（25年來唐仁街兩大黑幫之一）
- 金龍與其四個兒子金耀龍、金燦龍、金順龍、金昌龍組成金家“五龍”
- 于第29集灭门（金福妹除外）

| 演員            | 角色              | 備註 |
| 鄧永健 （青年） | 金 龍 使用龍形拳  | 龍爺 安羅黑幫頭目／五龍武館館主 金耀龍、金燦龍、金順龍、金昌龍、金福妹之父 與彭堅針鋒相對，武功與其不相伯仲 25年前和彭堅與路向東暗中合作剷除王泉並對付步天下和連震山，但事後卻與彭堅聯手擊敗路向東，使其墮海 於第2集登場 於第8集打死鄭沙馬 於第15集打死方至剛 於第16集被彭堅、彭拜和赤靈王打至重傷，後被趙紅花用刀插入頭部而死 |
| 歐瑞偉          | 金 龍 使用龍形拳  | 龍爺 安羅黑幫頭目／五龍武館館主 金耀龍、金燦龍、金順龍、金昌龍、金福妹之父 與彭堅針鋒相對，武功與其不相伯仲 25年前和彭堅與路向東暗中合作剷除王泉並對付步天下和連震山，但事後卻與彭堅聯手擊敗路向東，使其墮海 於第2集登場 於第8集打死鄭沙馬 於第15集打死方至剛 於第16集被彭堅、彭拜和赤靈王打至重傷，後被趙紅花用刀插入頭部而死 |
| 吳嘉儀          |                   | 金龍之亡三房妾侍 金福妹之亡母 於重男輕女的金家生下金福妹，生前被金龍冷落，因而染上毒癮，最後吊頸自殺 已去世、僅在金福妹回憶出現（第13、14集） |
| 敖嘉年          | 金耀龍 使用鷹爪拳 | 金龍之長子，與大房所出 金燦龍之大哥 金順龍、金昌龍、金福妹同父異母之大哥，與他們不和，最後與金福妹反目 為人見利忘義 於第2集登場 於第18集起投靠彭家並出賣金福妹 於第19集成為總警長 於第22集降級為警長 於第28集起投靠路向東並助其走私毒品 於第29集殺死劉子俊並且綁架了宋大媽，夜來春，吳小京，蘇美麗。同集與步青原的打鬥中，頭部被鐵釘刺傷而身亡 參見泰國唐仁街警察局、殺手集團 |
| 陳國峰          | 金燦龍 使用虎形拳 | 金龍之次子，與大房所出 金耀龍之二弟 金順龍、金昌龍、金福妹同父異母之二哥，與他們不和 性格衝動暴躁 於第2集登場 於第11集被程安娜尋仇並打死，後被彭堅將其屍體放在裝上手榴彈的木箱送往金家 |
| 劉天龍          | 金順龍 使用豹形拳 | 金龍之三子，與二房所出 金耀龍、金燦龍同父異母之三弟，與他們不和 金昌龍之三哥 金福妹同父異母之三哥，與其不和 為人貪生怕死 於第16集被程安娜踢死 |
| 董敬文          | 金昌龍 使用蛇形拳 | 金龍之四子，與二房所出 金耀龍、金燦龍同父異母之四弟，與他們不和 金順龍之四弟 金福妹同父異母之四哥，與其不和 於第11集因踢開裝著金燦龍的屍體和手榴彈的木箱而被炸死 |
| 林靖文 （童年） | 金福妹 使用峨嵋刺 | 福妹 金龍之幼女，與三房所出 金耀龍、金燦龍、金順龍、金昌龍同父異母之妹，與他們不和，最後與金耀龍反目 雖身處金家但富有正義感 金家傳統上重男輕女，而得不到父親金龍重用，但後來爭取到金龍信任，幫助打理五龍俱樂部 與連棘有感情線，最後於第30集結為夫妻 于第2集登场 于第8集打死洪日泰 于第10集被金耀龙注入毒品並犯毒癮，后被连棘救回 於第14集意圖吊頸自殺，後被連棘救回 于第18集想替父親金龙报仇杀害彭坚，但被金耀龙出賣吿状而被彭坚捉走并禁锢 于第19集被连棘及华侨社众人救回 于第21集得知连棘接近金家的目的后，与连棘反目 于第22集假装与赵红花合作计划向彭坚报复，实为计划对付两人，于同集捉方小柔和林多采一同当人质 于第23集于乐满都俱乐部先后得到连棘、步青云、路见雪（程安娜）、夜来吉相助击败彭拜、彭坚两兄弟 于第26集发现路向东之真正目的（经赵红花生前提醒），并被路向东打肚子和胸口打至重伤，也被打至其吐血和翻白眼，后康复 于第30集和步青云、钱芊芊、连棘、夜来吉联手打击路向东；同集跟连棘終歸和好並结婚 |
| 姚子羚          | 金福妹 使用峨嵋刺 | 福妹 金龍之幼女，與三房所出 金耀龍、金燦龍、金順龍、金昌龍同父異母之妹，與他們不和，最後與金耀龍反目 雖身處金家但富有正義感 金家傳統上重男輕女，而得不到父親金龍重用，但後來爭取到金龍信任，幫助打理五龍俱樂部 與連棘有感情線，最後於第30集結為夫妻 于第2集登场 于第8集打死洪日泰 于第10集被金耀龙注入毒品並犯毒癮，后被连棘救回 於第14集意圖吊頸自殺，後被連棘救回 于第18集想替父親金龙报仇杀害彭坚，但被金耀龙出賣吿状而被彭坚捉走并禁锢 于第19集被连棘及华侨社众人救回 于第21集得知连棘接近金家的目的后，与连棘反目 于第22集假装与赵红花合作计划向彭坚报复，实为计划对付两人，于同集捉方小柔和林多采一同当人质 于第23集于乐满都俱乐部先后得到连棘、步青云、路见雪（程安娜）、夜来吉相助击败彭拜、彭坚两兄弟 于第26集发现路向东之真正目的（经赵红花生前提醒），并被路向东打肚子和胸口打至重伤，也被打至其吐血和翻白眼，后康复 于第30集和步青云、钱芊芊、连棘、夜来吉联手打击路向东；同集跟连棘終歸和好並结婚 |

### 殺手集團
- 想試圖掌控唐仁街，但不成功
- 於第30集瓦解

| 演員            | 角色                                                                        | 備註 |
| 翟威廉 （青年） | 路向東 主武術為 八卦掌 次武術為 八極拳 詠春拳 龍形拳 鐵砂掌 洪拳 十二路潭腿 | 路師傅 殺手集團首腦 相隔25年返回唐仁街，向金彭兩家報仇，且企圖借華僑社掌控唐仁街 於第16集正式登場 于第24、25集以针刺颈部穴位催眠並控制錢芊芊，指使其打死郑成勋、周贵祥和方小柔 於第29集將路見雪（程安娜、霜霜）殺害 於第30集把連棘、金福妹、錢芊芊、夜来吉打至重傷，後四人康復，但最後卻被步青雲用猛虎硬爬山擊中弱點後，再被步青雲使出閻王三點手和立地通天炮打死 參見路家、曼谷華僑社 |
| 吳家樂          | 路向東 主武術為 八卦掌 次武術為 八極拳 詠春拳 龍形拳 鐵砂掌 洪拳 十二路潭腿 | 路師傅 殺手集團首腦 相隔25年返回唐仁街，向金彭兩家報仇，且企圖借華僑社掌控唐仁街 於第16集正式登場 于第24、25集以针刺颈部穴位催眠並控制錢芊芊，指使其打死郑成勋、周贵祥和方小柔 於第29集將路見雪（程安娜、霜霜）殺害 於第30集把連棘、金福妹、錢芊芊、夜来吉打至重傷，後四人康復，但最後卻被步青雲用猛虎硬爬山擊中弱點後，再被步青雲使出閻王三點手和立地通天炮打死 參見路家、曼谷華僑社 |
| 王君馨          | 路見雪 使用十二路潭腿                                                       | 安娜、霜霜 青心（假扮时期） 路向東之親生女兒，被路向東訓練為其殺人工具 亦正亦邪，最後被步家感化而棄暗投明 於第7-19集化名程安娜，接近彭家作為彭家内鬼 於第20-29集假扮步青心，接近步家作為華僑社内應 於第27集與路向東反目而轉為保護華僑社 於第29集被路向東以猛虎硬爬山打死 參見路家、曼谷華僑社                                                                                         |
| 易宇航          | George Millen 使用綜合格鬥                                                  | 佐治先生、軍佬 美國軍官 於少女失蹤事件期間對沈麗娟施暴 初時武功在步青雲之上，後於第5集與步青雲打鬥，被步青雲擊敗 於第28集再次登場，幫助路向東走私毒品，透過電擊全身增加肌肉硬度，大幅提高抗打能力 於第30集被錢芊芊以八卦掌打死 |
| 敖嘉年          | 金耀龍                                                                      | 於第28集起投靠路向東並助其走私毒品 於第29集殺死劉子俊，同集與步青原的打鬥中，頭部被鐵釘刺傷死亡 參見金家、泰國唐仁街警察局 |
| 關曜儁          | 阿 飛                                                                       | 訛稱之前為彭堅之手下，實為路向東之手下 於第24集起混入華僑社 於第29集被路見雪（程安娜）杀死 參見曼谷華僑社 |
| 陳俊堅          | 立 夏                                                                       | 善用武器飛刀 于第25集登场 四大殺手之一 路向東之手下（第25－28集） 於第28集用刀刺傷夜來吉，反被其踢中头部死亡 |
| 譚永浩          | 驚 蟄                                                                       | 善用拳腳 于第25集登场 四大殺手之一 路向東之手下（第25－28集） 於第28集被夜來吉打中头部，再度被其打死 |
| 鍾君揚          | 寒 露                                                                       | 善用武器雙斧 于第25集登场 四大殺手之一 路向東之手下（第25－28集） 於第28集被夜来吉打中胸口死亡 |
| 李君妍          | 冬 至                                                                       | 善用武器鞭子 于第25集登场 四大殺手之一 路向東之手下（第25－28集） 於第28集被夜来吉用自己的鞭子勒死 |
| 林子超          |                                                                             | 阿飛之手下 于第27集登場（第27－29集） |

### 泰國唐仁街警察局
| 演員            | 角色                                     | 備註 |
| 楊瑞麟          | 帕 猜                                    | Praphas 局長→前局長 鄭沙馬之前上司 連棘之上司 金耀龍之上司 於第8集登場 於第9集晉升連棘為警長 於第19集被彭堅委任金耀龍為總警長 于第22集將金耀龍降級為警長，與連棘同級 于第30集由連棘接替其局長之位            |
| 敖嘉年          | 金耀龍 使用鶴形拳                        | 帕猜之下属 連棘之上司 於第19集被帕猜獲彭堅委任為總警長，但於第22集被帕猜降級為警長 於第23集彭堅死後被連棘揭破其挾帶私逃 於第29集殺死劉子俊 於第29集在與步青原的打斗中，頭部被鐵釘刺傷而亡 參見金家、殺手集團 |
| 林師傑 （青年） | 鄭沙馬 使用泰拳                          | 沙馬、沙馬哥 警長→前警長 連棘之前上司，並針對其 受金家收買，與金家互相勾結，後反目 力大無窮，於第8集雙手舉起步青原至頭上 於第8集被連棘賊贓嫁禍，企圖槍殺金龍，但因傷反被其殺死                               |
| 林 偉           | 鄭沙馬 使用泰拳                          | 沙馬、沙馬哥 警長→前警長 連棘之前上司，並針對其 受金家收買，與金家互相勾結，後反目 力大無窮，於第8集雙手舉起步青原至頭上 於第8集被連棘賊贓嫁禍，企圖槍殺金龍，但因傷反被其殺死                               |
| 陳山聰          | 連 棘 使用泰拳 (1-14集) 詠春拳 (14-30集) | 警察→警長→局長 帕猜之下屬 鄭沙馬之前下屬 於第9集被帕猜晉升為警長 於第30集升為局長 參見連家／方家、曼谷華僑社                                                                                                 |
| 李興華          | 劉子俊                                   | 阿俊、俊仔 警察→下士 金耀龍、連棘之下屬 正義、守警察本分 只會聽從連棘的命令，亦受到連棘重用 於第14集被連棘晉升為下士（連升兩級） 於第17集打暈葛榮並搶走其佩槍 於第29集被金耀龍殺死                           |
| 魏惠文          | 葛 榮                                    | 肥葛 警察 金耀龍、連棘之下屬 工作態度非常懶散 於第17集因遺失佩鎗而被免職，實為被劉子俊偷走 於第19集復職，並投靠金耀龍，後期出賣他                                                                            |
| 姚宏遠          | 井文強                                   | 阿井 警察 金耀龍、連棘之下屬 曾被程安娜收賣泄露彭家運毒的消息 於第18集企圖違背諾言告狀程安娜，反被程安娜殺死                                                                                                 |
| 范仲恒          | 羅漢明                                   | 警察 金耀龍、連棘之下屬 |
| 梁百川          | 何 威                                    | 警察 金耀龍、連棘之下屬 |
| 朱樂洺          |                                          | 警察（第7集） |
| 煒 烈           | 洪日泰                                   | 獄長 經常賭拳賽 於第8集因不願賠款，席捲300萬泰銖鉅額現金逃跑中途被金福妹截獲並殺害 |
| 黃潤成          |                                          | 獄警 |
| 林俊其          |                                          | 獄警 |

### 其他演員
| 演員   | 角色             | 備註 |
| 黃建東 | 鄭成勳           | 阿勳 錢芊芊之手下 於第24集因錢芊芊被路向東以针刺颈催眠而被向東指使，將兩人失手殺害                                                          |
| 戴耀明 | 周貴祥           | 阿祥 錢芊芊之手下 於第24集因錢芊芊被路向東以针刺颈催眠而被向東指使，將兩人失手殺害                                                          |
| 王俊棠 | 王 泉 使用鐵線拳 | 25年前的唐仁街黑幫頭目 行事兇殘，25年前欺壓唐仁街眾人，在步天下、連震山、路向東帶領街坊反抗後，把三人兒女捉走，並與三人交手，最後被大火燒死 |
| 張詩欣 | 梁 惠            | 唐仁街街坊 於第3集被金家手下綁架，最後於第4集被救出                                                                                         |
| 沈愛琳 | 李 嫻            | 唐仁街街坊 於第3集被金家手下綁架，最後於第4集被救出                                                                                         |
| 葉蒨文 | 沈麗娟           | 方小柔之好友，死於George Millen的施暴（第3－4集）                                                                                           |
| 張本立 |                  | 唐仁街街坊 沈麗娟之父（第3－4集） |
| 黃梓瑋 |                  | 唐仁街街坊 沈麗娟之母（第3－4集） |
| 威廉陳 |                  | 唐仁街街坊 李嫻之父 |
| 吳香倫 |                  | 唐仁街街坊 李嫻之母 |
| 崔錦棠 |                  | 唐仁街街坊 梁惠之父 凉茶檔老闆 |
| 祝文君 |                  | 唐仁街街坊 梁惠之母 |
| 方紹聰 | 串烧荣           | 唐仁街街坊 |
| 蘇恩磁 |                  | 唐仁街街坊 |
| 陳偉洪 |                  | 唐仁街街坊 |
| 蘇麗明 |                  | 唐仁街街坊 |
| 蕭凱欣 |                  | 唐仁街街坊 |
| 李善   |                  | 唐仁街街坊 |
| 杜愛恩 |                  | 唐仁街街坊 |
| 陳靖雲 |                  | 唐仁街街坊 |
| 羅 鴻  |                  | 唐仁街街坊 |
| 李芷晴 |                  | 唐仁街街坊 |
| 莫偉文 |                  | 唐仁街街坊 |
| 劉桂芳 |                  | 唐仁街街坊 |
| 霍健邦 |                  | 唐仁街街坊 |
| 趙璧渝 |                  | 唐仁街街坊 |
| 陳嘉慧 | 慳 妹            | 唐仁街街坊 |
| 曾健明 | 楊老闆           | 唐仁街街坊 金飾店老闆 |
| 謝可逸 | 炮 仗            | 金家之手下 於第8集被錢芊芊打死 |
| 余富根 |                  | 金家之手下 |
| 周嘉全 |                  | 金家之手下 |
| 蘇逴殷 |                  | 金家之手下 |
| 譚焯升 |                  | 金家之手下 |
| 林浩文 |                  | 金家之手下 |
| 羅永健 |                  | 金家之手下 |
| 程浩駿 |                  | 彭家之手下 後投靠金家 於第16集被赤靈王使用幻術而互毆致死                                                                                    |
| 鄭詠謙 |                  | 彭家之手下 後投靠金家 於第16集被赤靈王使用幻術而互毆致死                                                                                    |
| 黃耀煌 |                  | 彭家之手下 後投靠金家 於第16集被赤靈王使用幻術而互毆致死                                                                                    |
| 鄒兆霆 |                  | 彭家之手下 後投靠金家 於第16集被赤靈王使用幻術而互毆致死                                                                                    |
| 吳子   |                  | 彭家之手下 後投靠金家 於第16集被赤靈王使用幻術而互毆致死                                                                                    |
| 樓嘉豪 |                  | 彭家之手下 後投靠金家 於第16集被赤靈王使用幻術而互毆致死                                                                                    |
| 章景恆 |                  | 彭家之手下（第15集起） |
| 鄭雋熹 |                  | 彭家之手下（第15集起） |
| 李顯曜 |                  | 彭家之手下（第15集起） |
| 邵展鵬 |                  | 彭家之手下（第15集起） 於第22集起成為趙紅花的手下                                                                                           |
| 曾海昌 |                  | 金福妹之手下 |
| 簡家麒 |                  | 金福妹之手下 |
| 李嘉晉 |                  | 金福妹之手下 |
| 王致狄 |                  | 金福妹之手下 |
| 黃煒溏 | 蔡老大           | 海盜頭目（第1集） |
| 譚坤倫 |                  | 檔主（第1集） |
| 駱胤鳴 |                  | 街坊（第1集） |
| 陳婉衡 |                  | 美女（第2集） |
| 彭紀諺 |                  | 赤靈王之護法（第2、5、9、11－12、15、21集）                                                                                                 |
| 馬俊傑 |                  | 赤靈王之護法（第2、5、11－12、15、21－22集）                                                                                                |
| 劉嘉琪 |                  | 舞女（第6集） 陪酒女郎（第15、19集） |
| 丁樂鍶 |                  | 舞女（第6集） 陪酒女郎（第15、19集） |
| 陳勉良 |                  | 金家之工人（第6、8集）彭家之工人（第11－13、15集）                                                                                          |
| 黃榮燊 | 勇               | （第6集） |
| 秦啟維 |                  | 惡人（第6集） |
| 陳戩浩 |                  | 苦力（第7、25集） |
| 江富強 |                  | 彭家司機（第8－9、20集） |
| 潘冠霖 |                  | 鄭沙馬之妻，其死訊於第9集登上報紙（疑似被金龍一行人殺死）（第8集）                                                                          |
| 蕭徽勇 |                  | 曼谷警官（第9集） |
| 黃凱琪 |                  | 護士（第9、29集） |
| 孟希璘 |                  | 護士（第9、21集） |
| 邵卓堯 |                  | 黑市醫生（第9集） |
| 左卓盈 |                  | 記者（第9集） |
| 陳狄克 |                  | 彭家之家僕（第10、14、16集） |
| 何晉樂 |                  | 泰仔（第10－11集） |
| 關偉倫 |                  | 藥店老闆（第11、16集） |
| 胡 㻗  |                  | 赤靈王之護法（第11－12、15集） |
| 鄭家生 | 火 爆            | 義豐頭目 得悉樂滿都爆炸後企圖強姦方小柔，但被及時趕到的夜來吉阻止 於第23被金福妹殺死（第12、22－23集）                                      |
| 李 岡  |                  | 占卦先生（第13集） |
| 陳潁熙 |                  | 妓女（第14、19集） |
| 李忠希 | 爆石成           | （第14、29集） |
| 鬼 塚  |                  | 館長（第16－17集） |
| 楊嘉欣 |                  | 偽娘（第17集） |
| 梁雯蔚 |                  | 偽娘（第17、30集） |
| 曾啟綸 |                  | 檔主（第18集） |
| 袁鎮業 |                  | 假警察（第20集） |
| 招浩明 |                  | 趙紅花之手下（第22－23集） |
| 繆家慶 |                  | 趙紅花之手下（第22－23集） |
| 伍禮騫 |                  | 小混混（第22集）趙紅花之手下（第23集） |
| 吳展驊 |                  | 小混混（第22集） |
| 張韡騰 |                  | 和勝聯頭目 於第23被金福妹殺死（第22－23集）                                                                                                 |
| 李啟傑 |                  | 進興頭目 得悉樂滿都爆炸後企圖強姦方小柔，但被及時趕到的夜來吉阻止 於第23被金福妹殺死（第22－23集）                                          |
| 張智軒 |                  | 其他頭目 於第23被金福妹殺死（第22－23集）                                                                                                   |
| 盧偉文 |                  | 其他頭目 於第23被金福妹殺死（第22－23集）                                                                                                   |
| 潘梓鋒 |                  | 路向東之手下（第23、29集） |
| 黎寬怡 |                  | 女子（第24集） |
| 李漫芬 |                  | 旅館職員（第25集） |
| 區軒瑋 |                  | 醫生（第26－27、29集） |
| 鄧美欣 |                  | 護士（第27、29集） |
| 林宥喬 |                  | 警察（第27集） |
| 何偉業 |                  | 黑市醫生（第27－28集） |
| 黃曉明 |                  | 店員（第28集） |
| 李明芙 |                  | 偽娘（第30集） |
| 黃浩霆 |                  | 偽娘（第30集） |
| 陳諾忠 |                  | 偽娘（第30集） |
| 蔡國威 |                  | 酒吧老闆（第30集） |
| 劉家聰 |                  | 酒吧客人（第30集） |
| 鄭衍峰 |                  | 小混混（第30集） |
| 容天佑 |                  | 小混混（第30集） |

## 收視
本劇於香港無綫電視翡翠台直播收視之紀錄：
| 週次 | 集數   | 日期                         | 平均收視 | 備註                                                        |
| 1    | 01－05 | 2022年1月10日－2022年1月14日 | 20.9點   | 首周跨平台直播收視平均21.7點                                |
| 2    | 06－10 | 2022年1月17日－2022年1月21日 | 20.4點   |                                                             |
| 3    | 11－15 | 2022年1月24日－2022年1月28日 | 21.9點   | [ 3 ]                                                       |
| 4    | 16－18 | 2022年1月31日－2022年2月3日  | 20.4點   | [ 4 ]                                                       |
| 5    | 19－23 | 2022年2月7日－2022年2月11日  | 22.4點   | [ 5 ]                                                       |
| 6    | 24－30 | 2022年2月14日－2022年2月19日 | 22.8點   | 星期六（第29集–第30集）大結局直播收視平均25.8點，最高27.1點 |
| 全劇 | 全劇   | 全劇                         | 21.8點   |                                                             |

## 軼事
- 此劇曾被安排在2020年9月播映，並已經播放宣傳片（當時劇名依然是《唐人街》），有傳此劇因對白問題而未能在內地過審，導致暫時播映無期，最終該劇要抽起改播《C9特工》[7]。2021年10月有消息指劇中有對白需重新配音。[8]
- 由於劇中演員梁舜燕已於2019年8月13日離世，此劇是她62年演戲生涯的最後一部作品及遺作[9]。
- 該劇以泰國曼谷為背景，而劇中稱呼警察為“馬打”（Mata），實爲馬來西亞的叫法，泰文中的警察則為Taam ruat（粵語發音“Dum栗”，第2集連棘出場時的臺詞有提到），遭網民批評大意[10]。

## 歌曲
| 主唱   | 歌曲               | 作曲   | 填詞   | 編曲       | 監製           |
| 陳展鵬 | 同路（主題曲）     | 張家誠 | 張美賢 | 張家誠     | 何哲圖、韋景雲 |
| 菊梓喬 | 天荒不老（片尾曲） | 徐洛鏘 | 張美賢 | Johnny Yim | 何哲圖、韋景雲 |

## 獎項
| 年份 | 頒獎典禮             | 獎項名稱                  | 入圍者                       | 結果     |
| 2022 | 亞洲學院創意獎       | 最佳女配角                | 王君馨                       | 提名     |
| 2022 | 亞洲學院創意獎       | 最佳女配角（香港區）      | 王君馨                       | 獲獎     |
| 2023 | 萬千星輝頒獎典禮2022 | 最佳劇集                  | 《鐵拳英雄》                 | 提名     |
| 2023 | 萬千星輝頒獎典禮2022 | 最佳男主角                | 陳展鵬                       | 提名     |
| 2023 | 萬千星輝頒獎典禮2022 | 最佳女主角                | 唐詩詠                       | 提名     |
| 2023 | 萬千星輝頒獎典禮2022 | 最受歡迎電視男角色        | 步青雲（陳展鵬 飾）          | 提名     |
| 2023 | 萬千星輝頒獎典禮2022 | 最受歡迎電視男角色        | 連震山（陳山聰 飾）          | 提名     |
| 2023 | 萬千星輝頒獎典禮2022 | 最受歡迎電視女角色        | 錢芊芊（唐詩詠 飾）          | 提名     |
| 2023 | 萬千星輝頒獎典禮2022 | 最受歡迎電視女角色        | 金福妹（姚子羚 飾）          | 提名     |
| 2023 | 萬千星輝頒獎典禮2022 | 最佳男配角                | 陳山聰                       | 提名     |
| 2023 | 萬千星輝頒獎典禮2022 | 最佳女配角                | 姚子羚                       | 最後五強 |
| 2023 | 萬千星輝頒獎典禮2022 | 飛躍進步女藝員            | 陳嘉慧                       | 最後十強 |
| 2023 | 萬千星輝頒獎典禮2022 | 飛躍進步女藝員            | 林秀怡                       | 提名     |
| 2023 | 萬千星輝頒獎典禮2022 | 飛躍進步女藝員            | 劉佩玥                       | 最後五強 |
| 2023 | 萬千星輝頒獎典禮2022 | 飛躍進步女藝員            | 劉穎鏇                       | 最後五強 |
| 2023 | 萬千星輝頒獎典禮2022 | 最受歡迎電視歌曲          | 同路（主唱：陳展鵬）         | 提名     |
| 2023 | 萬千星輝頒獎典禮2022 | 最受歡迎電視歌曲          | 天荒不老（主唱：HANA菊梓喬） | 提名     |
| 2023 | 萬千星輝頒獎典禮2022 | 馬來西亞最喜愛TVB電視劇集 | 《鐵拳英雄》                 | 最後十強 |
| 2023 | 萬千星輝頒獎典禮2022 | 馬來西亞最喜愛TVB男主角   | 陳展鵬                       | 最後十強 |
| 2023 | 萬千星輝頒獎典禮2022 | 馬來西亞最喜愛TVB女主角   | 唐詩詠                       | 提名     |

## 記事
- 2019年2月28日：此劇於14:30在將軍澳工業邨駿才街77號電視廣播城民初街教堂前空地舉行拜神儀式。[13]
- 2019年4月26日：此劇於17:00在將軍澳工業邨駿才街77號電視廣播城十五廠舉行拍攝探班。[14]
- 2019年5月4日：此劇為唐詩詠及王君馨慶祝生日。[15]
- 2019年5月29日：此劇舉行煞科宴。[16]
- 2022年1月1日：此劇於14:15在荃新天地舉行「四海一家」宣傳活動。[17]
- 2022年1月18日：此劇於14:00在將軍澳電視廣播城舉行「英雄困獸鬥」宣傳活動。[18]
- 2022年1月24日：此劇於15:30在將軍澳電視廣播城舉行「鐵拳賀新春」宣傳活動。[19]
- 2022年2月6日：此劇於14:30在將軍澳電視廣播城舉行「新春鬥一番」宣傳活動。[20]
- 2022年2月14日：此劇於14:30在將軍澳電視廣播城舉行「終極對決」宣傳活動。[21]

## 外部連結
- 豆瓣电影上《鐵拳英雄》的資料 （简体中文）
- 《鐵拳英雄》最新消息 - Instagram
- 《鐵拳英雄》鐵血不屈 英雄現身 - TVB Weekly （页面存档备份，存于）